# Theridion aeolium
Theridion aeolium är en spindelart som beskrevs av Claude Lévi 1963. Theridion aeolium ingår i släktet Theridion och familjen klotspindlar. Inga underarter finns listade i Catalogue of Life.